# پل روس‌ها
پل روس‌ها مربوط به سده‌های متاخر دوره پهلوی - جنگ جهانی دوم است و در قم، بلوار امین، میدان ایران مرینوس (میدان شاهد) واقع شده و این اثر در تاریخ ۲۷ آبان ۱۳۸۶ با شمارهٔ ثبت ۲۰۲۳۴ به‌عنوان یکی از آثار ملی ایران به ثبت رسیده است.